# White Haven (Pennsylvanie)
Pour les articles homonymes, voir Whitehaven (homonymie).
White Haven est un borough situé au sud-est de la partie centrale du comté de Luzerne, en Pennsylvanie, aux États-Unis,. En 2010, il comptait une population de 1 097 habitants, estimée au 1er juillet 2020 à 1 099 habitants. Le borough est incorporé en 1842.

## Démographie
Lors du recensement de 2010, le borough comptait une population de 1 097 habitants. Elle est estimée, en 2020, à 1 099 habitants.

### Source de la traduction
- (en) Cet article est partiellement ou en totalité issu de l’article de Wikipédia en anglais intitulé « White Haven, Pennsylvania » (voir la liste des auteurs).